# دينيس جايجر
دينيس جيجير (بالألمانية: Dennis Geiger)‏ (10 يونيو 1998 بموسباخ في ألمانيا - ) هو لاعب كرة قدم ألماني في مركز الوسط. لعب مع نادي هوفنهايم ونادي هوفنهايم ب ‏.

## وصلات خارجية
- دينيس جيجير على موقع الاتحاد الأوربي (الإنجليزية)
- دينيس جيجير على موقع قاعدة بيانات كرة القدم.إي يو (الإنجليزية)
- دينيس جيجير على موقع Soccerway.com (الإنجليزية)
- دينيس جيجير على موقع عالم كرة القدم.نت (الإنجليزية)